# Johannes Krause

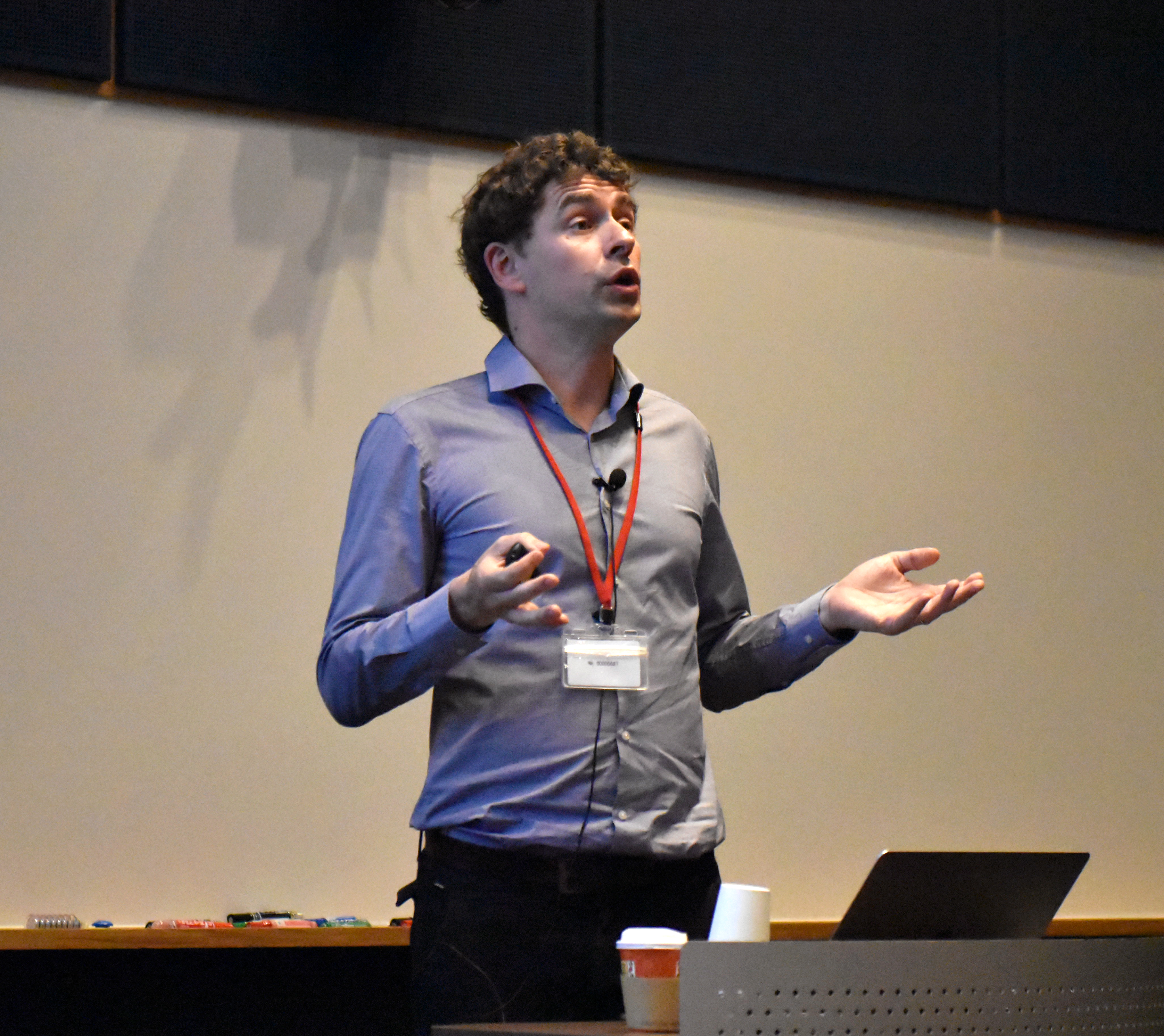
Johannes Krause (2019)

Johannes Krause (* 17. Juli 1980 in Leinefelde, Kreis Worbis, DDR) ist ein deutscher Biochemiker mit Forschungsschwerpunkt zu historischen Infektionskrankheiten und der menschlichen Evolution. Ab 2013 war er Professor für Archäo- und Paläogenetik an der Eberhard Karls Universität Tübingen. Seit Mitte 2020 ist Krause einer der fünf Direktoren am Max-Planck-Institut für evolutionäre Anthropologie in Leipzig.

## Leben und Wirken
Krause studierte von 2000 bis 2005 Biochemie in Leipzig und am University College Cork in Irland. Mit der Arbeit Das mitochondriale Genom des Mammuts am Leipziger Max-Planck-Institut für evolutionäre Anthropologie erlangte er 2005 sein Diplom, 2008 wurde er unter Svante Pääbo mit der Dissertation From genes to genomes: Applications for Multiplex PCR in Ancient DNA Research über genetische Untersuchungen am Neandertaler und an Höhlenbären promoviert.
2010 erhielt er für seine Dissertation den Tübinger Förderpreis für Ältere Urgeschichte und Quartärökologie und als Mitautor des Science-Artikels A draft sequence and preliminary analysis of the Neandertal genome den Newcomb Cleveland Prize der American Association for the Advancement of Science, den Preis für den besten Artikel des Jahres. 2010 übernahm er eine Juniorprofessur am Institut für Naturwissenschaftliche Archäologie in Tübingen. Dort leitete er die Arbeitsgruppe Archäo- und Paläogenetik des Instituts für Naturwissenschaftliche Archäologie. 2013 erhielt er eine W3-Vollprofessur.
2014 wurde bekannt gegeben, dass das Max-Planck-Institut für Ökonomik in Jena neu ausgerichtet wird. Zusammen mit dem Neuseeländer Russell Gray wurde Krause im Juni 2014 Gründungsdirektor des Max-Planck-Instituts für Menschheitsgeschichte. Gleichzeitig ist er weiterhin Honorarprofessor der Universität Tübingen.
Seit 2016 ist Krause Direktor des Max Planck Harvard Research Centers for the Archaeoscience of the ancient Mediterranean (MHAAM). 2018 wurde er zum Professor für Archäogenetik an das Zoologische Institut der Friedrich-Schiller-Universität Jena berufen. Krause wurde im Juni 2020 an das Max-Planck-Institut für Evolutionäre Anthropologie in Leipzig umberufen und leitet dort die Abteilung Archäogenetik. Krause ist einer der Hauptautoren der Jenaer Erklärung der Deutschen Zoologischen Gesellschaft.

## Forschungsarbeit
Krauses Schwerpunkt ist die Genanalyse alter DNA mit Hilfe der DNA-Sequenzierung. Zu seinen Forschungsgebieten zählen unter anderem historische Krankheitserreger und Epidemien sowie die menschliche Geschichte und Evolution.
2010 gelang es Krause, anhand von 30 Milligramm pulverisierten Materials aus den Fingerknochen eines Denisova-Menschen die mitochondriale DNA zu rekonstruieren. Dadurch konnte er belegen, dass der Denisova-Mensch eine eigenständige Population der Gattung Homo darstellte, die sich vor 640.000 Jahren vom Zweig des Neandertalers abtrennte. Er wirkte ebenfalls mit an der Entschlüsselung des Erbguts des Neandertalers. Unter anderem wies Krause mit seinen Forschungen nach, dass der Neandertaler und der moderne Mensch dasselbe „Sprachgen“ (FOXP2) teilen und daher davon auszugehen ist, dass der Neandertaler ebenfalls die Fähigkeit zum Sprechen besaß.
Krauses Abteilung leitete ein internationales Forscherteam, das 2011 anhand von DNA-Proben aus dem East Smithfield Pestfriedhof in London eine Verbindung zwischen der mittelalterlichen Epidemie des Schwarzen Todes und dem Bakterium Yersinia pestis, dem Erreger der Beulenpest, nachweisen konnte.
Im September 2012 erhielt Krause vom Europäischen Forschungsrat im Rahmen der Starting Grants eine Förderung für sein Projekt Ancient Pathogen Genomics of Re-emerging Infectious Disease, in dem anhand der DNA entsprechender Krankheitserreger die Evolution verschiedener historischer Infektionskrankheiten und Pandemien untersucht werden sollen. In Zusammenarbeit mit dem Max-Planck-Institut für Entwicklungsbiologie wurde im Mai 2013 eine Arbeit veröffentlicht, wonach die Erreger, die die Große Hungersnot in Irland auslösten (HERB-1), nicht mit dem heute verbreiteten Stamm des Eipilzes Phytophthora infestans (US-1) identisch sind. Beide Erregerstämme gehen demnach auf einen gemeinsamen Vorfahren zurück, entwickelten sich jedoch getrennt voneinander. Mit dem Aufkommen resistenter Kartoffelsorten verschwanden die HERB-1-Stämme und wurden durch US-1 abgelöst.
Im Juni 2013 veröffentlichte Krauses Arbeitsgruppe in Zusammenarbeit mit Forschern der Technischen Hochschule Lausanne Forschungsergebnisse, wonach sich das Lepra-Bakterium seit dem Mittelalter genetisch kaum verändert habe und alle Lepra-Bakterien weltweit auf einen gemeinsamen Stamm aus der Zeit 4000 v. Chr. zurückgeführt werden können.
2015 war Krauses Team an Forschungen beteiligt, die die These unterstützten, wonach die indoeuropäische Sprachfamilie durch eine Masseneinwanderung vor ca. 5000 Jahren aus der zentralasiatische Steppe nach Europa gelangte und sich dort ausbreitete. Den Ursprung der indoeuropäischen Sprache vermutet Krause aufgrund genetischer Analysen jedoch im Nordiran. Dies verbände Elemente der beiden bisherigen Haupttheorien über den Ursprung der indoeuropäischen Sprachfamilie, die Kurgan- und die Anatolien-Hypothese, miteinander.
2021 war Krause mit seiner Arbeitsgruppe maßgeblich an der genetischen Analyse des Frauenschädels von Zlatý Kun aus Tschechien beteiligt. Es ergab sich, dass der Schädel älter als 45.000 Jahre ist. Damit konnte auch das bisher älteste Genom moderner Menschen rekonstruiert werden.
2022 äußerte sich Krause in einem Gespräch mit dem Althistoriker Michael Sommer und dem Evolutionsbiologen Axel Meyer über den aktuellen Wissensstand von Genetik und Archäogenetik. Krause meinte, dass die neuen genetischen Analysetechniken sowie die daraus gewonnenen Erkenntnisse auch wesentlich die personalisierte Medizin in ihrer Entwicklung beschleunigen werden. Man wird beispielsweise das Krebsrisiko für einzelne Personen durch Gensequenzierung erheblich schneller und besser abschätzen können, als das bisher möglich ist.

## Auszeichnungen
- 2010: Tübinger Förderpreis für Ältere Urgeschichte und Quartärökologie für seine Dissertation (From genes to genomes: Applications for Multiplex PCR in Ancient DNA Research)
- 2010: AAAS Newcomb Cleveland Prize für den besten Science-Artikel des Jahres (A Draft Sequence of the Neandertal Genome)
- 2012: ERC Starting Grant für das Forschungsprojekt Ancient Pathogen Genomics of Re-emerging Infectious Disease
- 2015: Boerhaave Nascholing, excellent Speaker Award
- 2017: Thüringer Forschungspreis
- 2020: Fabio Frassetto International Prize for Paleoanthropology
- 2022: Akademiepreis der Berlin-Brandenburgischen Akademie der Wissenschaften
- 2024: Aufnahme in der Sektion Anatomie und Anthropologie in die Nationale Akademie der Wissenschaften Leopoldina

## Veröffentlichungen (Auswahl)
- J. Krause et al. (2006): Multiplex amplification of the mammoth mitochondrial genome and the evolution of Elephantidae. In: Nature, Band 439 S. 724–727. doi:10.1038/nature04432
- J. Krause et al. (2007): The derived FOXP2 variant was shared with Neandertals. In: Curr. Biol. Band 17, Nr. 21, S. 1908–1912. doi:10.1016/j.cub.2007.10.008.
- J. Krause et al. (2007): Neanderthals in central Asia and Siberia. In: Nature, Band 449, S. 902–904. doi:10.1038/nature06193
- J. Krause et al. (2008): Mitochondrial genomes reveal an explosive radiation of extinct and extant bears near the Miocene-Pliocene boundary. In: BMC Evolutionary Biology 8:220. doi:10.1186/1471-2148-8-220.
- J. Krause et al. (2010): The complete mitochondrial DNA genome of an unknown hominin from southern Siberia. In: Nature, Band 464, Nr. 7290, S. 894–897. doi:10.1038/nature08976 Volltext (PDF; 298 kB).
- mit R. E. Green (2010): A draft sequence and preliminary analysis of the Neandertal genome. In: Science. Band 328, S. 710–722. doi:10.1126/science.1188021
- mit Thomas Trappe: Die Reise unserer Gene: Eine Geschichte über uns und unsere Vorfahren. Propyläen Verlag, 2019, ISBN 978-3-549-10002-8.
- mit Thomas Trappe: Hybris: Die Reise der Menschheit zwischen Aufbruch und Scheitern. Propyläen Verlag, 2021, ISBN 978-3-8437-2593-4.